# Gyrtona sarawakana
Gyrtona sarawakana är en fjärilsart som beskrevs av Walker 1864. Gyrtona sarawakana ingår i släktet Gyrtona och familjen nattflyn. Inga underarter finns listade i Catalogue of Life.